# 巴特博登泰希
巴特博登泰希是德国下萨克森州的一个市镇。总面积49.89平方公里，总人口3900人，其中男性1890人，女性2010人（2011年12月31日），人口密度78人/平方公里。